# Мерседес (Уругвай)
Мерсе́дес (исп. Mercedes) — город в западной части Уругвая; административный центр департамента Сорьяно.

## История
Был основан в 1788 году с названием Капилья-Нуэва-де-лас-Мерседес. Получил статус малого города (Villa) ещё до получения страной независимости. Получил статус города (Ciudad) 6 июля 1857 года в связи с постановлением № 531, став при этом административным центром департамента, сместив с этого места городок Вилья-Сорьяно.

## География и климат
Расположен на южном берегу реки Рио-Негро, на пересечении дорог № 2 и № 14. Важный центр торговли.
Климат города характеризуется как влажный субтропический. Среднегодовая температура составляет 17,3 ºC. Среднее годовое количество осадков — 1130 мм.

## Население
Население по данным на 2011 год составляет 41 974 человека.
| Год  | Население |
| ---- | --------- |
| 1908 | 15 667    |
| 1963 | 31 325    |
| 1975 | 34 518    |
| 1985 | 36 701    |
| 1996 | 39 320    |
| 2004 | 42 032    |
| 2011 | 41 174    |

Источник: Instituto Nacional de Estadística de Uruguay